# Remgeld
Het remgeld is in België de term die in verband met ziektekosten wordt gebruikt om het eigen aandeel van de patiënt aan te duiden. Via deze aan de huisarts of andere zorgverlener te betalen eigen bijdrage van de patiënt poogt de overheid de (over)consumptie van medische tussenkomsten te beïnvloeden (af te remmen) en toch een betaalbare geneeskunde te verzekeren.
Het equivalent in Nederland is de eigen bijdrage en het eigen risico van de zorgverzekering. Bij de geplande verlaging van het eigen risico wordt rekening gehouden met de gewenste en ongewenste zogenoemde remgeldeffecten.

## Voorbeelden
- Een raadpleging bij de huisarts kost (2017) circa 25 euro (inkomsten voor de arts). Het ziekenfonds betaalt hiervan circa 21 euro terug aan de patiënt. Het remgeld voor de patiënt is dus 4 euro. Wordt de huisarts op huisbezoek gevraagd, dan is het remgeld proportioneel hoger, om een rem te zetten op (voor de maatschappij) dure huisbezoeken.
- Ook voor door een arts voorgeschreven geneesmiddelen geldt een remgeld. Dit is proportioneel hoger voor merkgeneesmiddelen dan voor generische geneesmiddelen.
- Raadplegingen bij de tandarts vallen daar ook onder. Een maatregel van tandpreventie is dat er voor kinderen onder de 12 jaar geen remgeld wordt gevraagd bij jaarlijkse gebitscontrole.

## Uitzonderingen
- Sommige categorieën van patiënten (zie ook WIGW) betalen geen of nauwelijks remgeld.
- De rechthebbende voor wie een globaal medisch dossier (GMD) wordt beheerd, recht heeft op een beperking van het remgeld voor raadplegingen van huisartsen[2]
- Ook beperkt de maximumfactuur een te hoog remgeld.
- Personen met een door het Vlaams Agentschap voor Personen met een Handicap (VAPH) erkende functiebeperking betalen geen remgeld voor de medische verstrekkingen die daarmee verband houden.